# Tidskonstant

Tilltagande funktion, exempelvis laddning av en kondensator. Vid varje τ följande 1τ har laddningen ökat med ~63.2% av den föregående ökningen för att vid 6τ i praktiken vara fulladdad.

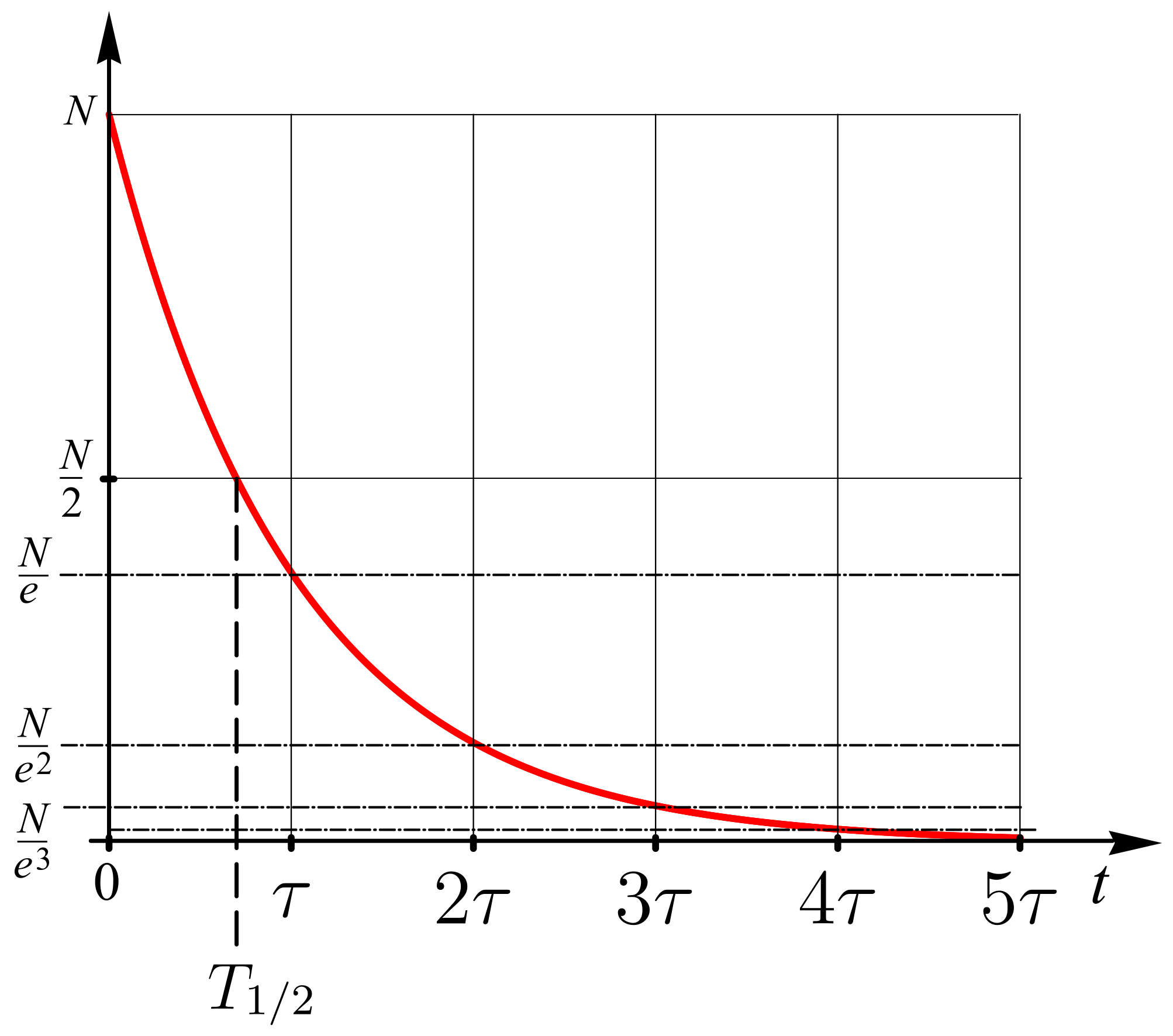
En avtagande funktion, till exempel urladdningen hos en kondensator. Vid 6τ har kurvan i praktiken nått noll-strecket.

Tidskonstanten (ofta med betecknad med den grekiska bokstaven τ) beskriver hur fort något förändras (oftast avtar eller dämpas) som funktion av tid. När det föreligger ett exponentiellt samband med tid för en storhet I kan man skriva:
{\displaystyle I=I_{0}\ \mathrm {e} ^{-t/\tau },\,}
där I₀ är storhetens värde vid en tid t = 0. Efter en tid τ har då storheten avtagit med en faktor e till ungefär 37 % av initialvärdet, efter 2τ har det avklingat med e² till ungefär en sjundedel av initialvärdet, och så vidare. Efter fem relaxationstider är det mindre än en procent kvar.